# Richard S. Hamilton

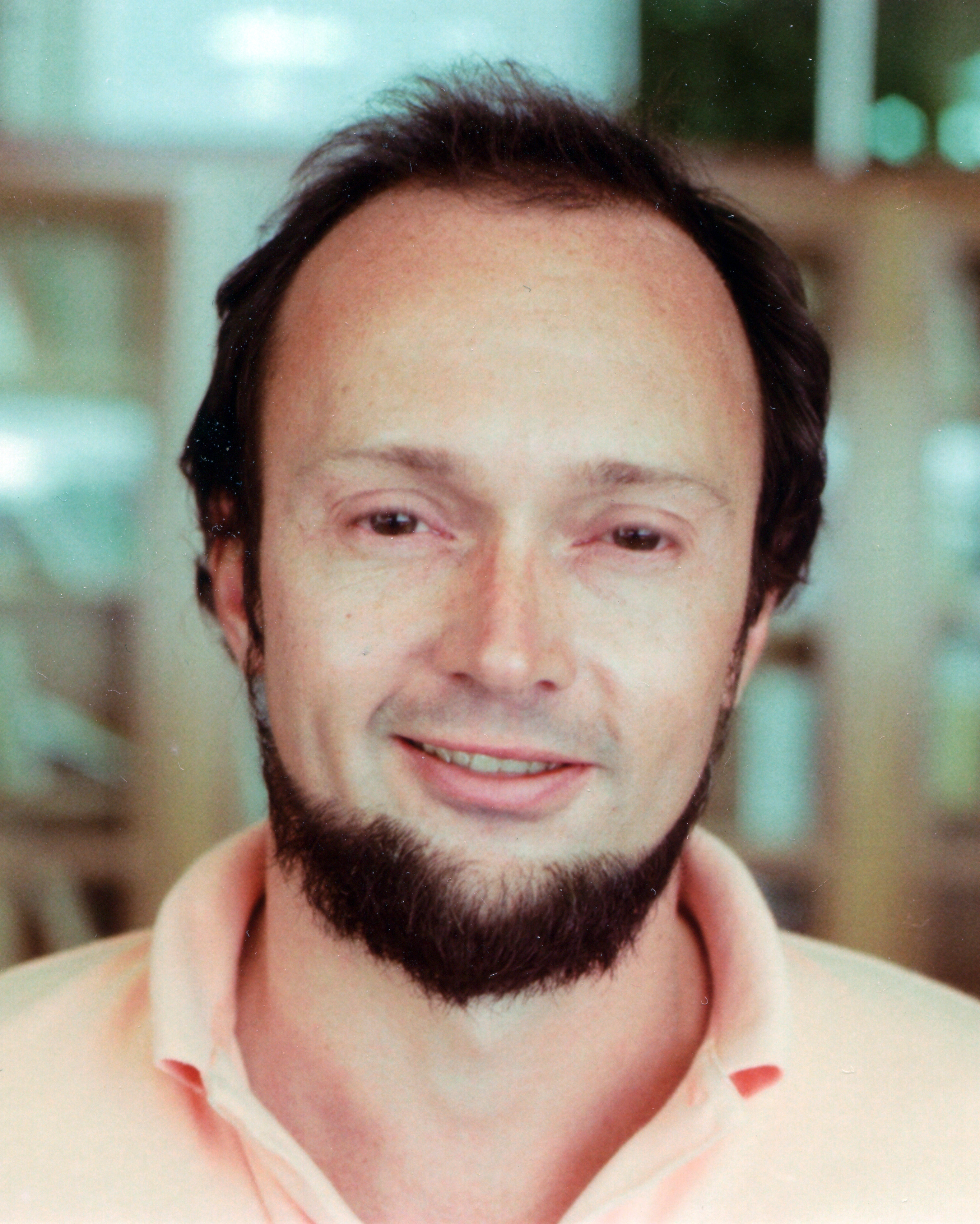
Richard S. Hamilton (1982)

Richard Streit Hamilton (* 1943 in Cincinnati; † 29. September 2024) war ein US-amerikanischer Mathematiker. Er lehrte als Professor an der Columbia University. 
Hamilton studierte an der Yale University (Bachelorabschluss 1963) und wurde 1966 an der Princeton University bei Robert Gunning promoviert (Variation of structure of Riemann surfaces). Vor seiner Professur an der Columbia University war er Professor an der Cornell University und der University of California, Berkeley. Er war unter anderem Gastwissenschaftler an der University of Warwick, am Courant Institute of Mathematical Sciences of New York University und der Universität Hawaii.
Hamilton befasste sich vor allem mit Differentialgeometrie. Mit seinen Arbeiten zum Ricci-Fluss (von ihm 1982 eingeführt) leistete er entscheidende Vorarbeiten für den Beweis der Poincaré-Vermutung durch Grigorij Perelman. 1986 war er Invited Speaker auf dem ICM in Berkeley (Parabolic equations in differential geometry) und 2006 hielt er einen Plenarvortrag auf dem Internationalen Mathematikerkongress (ICM) in Madrid (The Poincare Conjecture).
1996 erhielt er den Oswald-Veblen-Preis, 2011 gemeinsam mit Demetrios Christodoulou den Shaw Prize in Mathematik. 2024 wurde er mit dem Basic Science Lifetime Award in Mathematics ausgezeichnet.
1999 wurde Hamilton in die National Academy of Sciences gewählt, 2003 in die American Academy of Arts and Sciences.

## Schriften
- Harmonic maps of manifolds with boundaries. Springer Verlag, 1975.
- The inverse function theorem of Nash and Moser. In: Bulletin of the American Mathematical Society. Band 7, 1982, S. 65–222 (PDF; 12 MB)
- Three-manifolds with positive Ricci curvature. In: Journal of Differential Geometry. 17, No. 2, 1982, S. 255–306.
- mit M. Gage: The heat equation shrinking convex plane curves. In: Journal of Differential Geometry. 23, No. 1, 1986, S. 69–96.
- Four-manifolds with positive curvature operator. In: Journal of Differential Geometry. 24, No. 2, 1986, S. 153–179.
- The Ricci flow on surfaces. In: James A. Isenberg (Hrsg.): Mathematics and general relativity (= Contemporary Mathematics. 71). American Mathematical Society, Providence (RI) 1988, ISBN 978-0-8218-5079-4.
- The Harnack estimate for the Ricci flow. In: Journal of Differential Geometry. 37, No. 1, 1993, S. 225–243.
- A compactness property for solutions of the Ricci flow. Amer. J. Math. 117 (1995), no. 3, 545–572.
- The formation of singularities in the Ricci flow. In: Surveys in differential geometry. Vol. II. International Pres, Cambridge (MA) 1995, S. 7–136
- Four-manifolds with positive isotropic curvature. In: Communications in Analysis and Geometry. 5, No. 1, 1997, S. 1–92.
- Non-singular solutions of the Ricci flow on three-manifolds. In: Communications in Analysis and Geometry. 7, No. 4, 1999, 695–729.